# 피에르 말레
피에르 말레(Pierre Malet, 1955년 9월 3일 ~ )는 프랑스의 배우, 영화배우, 텔레비전 배우이다.
바욘에서 태어났다.

## 영화
- 부로 (1989년)
- 화가의 딸 (1984년)
- 바실레우스 쿼터 (1983년)
- Un éléphant ça trompe énormément (1976)
- 부메랑 (1976년)